# Selección de fútbol de Punyab
La Selección de fútbol de Punyab es el equipo representativo de Punyab, India en el Trofeo Santosh. El equipo es el segundo mayor campeón de la competición con 8 conquistas.

## Palmarés
- Trofeo Santosh

Títulos: 8

1970-71, 1974-75, 1980-81, 1984-85, 1985-86, 1987-88, 2006-07, 2007-08, 

Subcampeoatos: 8

1977-78, 1979-80, 1983-84, 1994-95, 2004-05, 2009-10, 2014-15, 2018-19